# Ajuntament i Museu Municipal (Xèrica)
L'Ajuntament i Museu Municipal de Xèrica, a la comarca de l'Alt Palància, és un edifici declarat bé d'interès cultural, amb anotació ministerial número: RI-51-0001345, i data d'anotació 1 de març de 1962, segons consta a la Direcció General de Patrimoni Artístic de la Generalitat Valenciana. Està ubicat al carrer Historiador Vayo, 21, ocupant els baixos de l'edifici de l'actual Ajuntament.

## Història
Donat l'enorme patrimoni, tant moble com immoble, que posseeix la localitat de Xèrica, aviat va sorgir el desig i la necessitat de recopilar, unir, catalogar i exhibir, un conjunt d'objectes arqueològics i etnològics que s'anaven trobant en les intervencions que en el terme municipal s'anaven realitzant. Així, l'any 1946, el doctor en Ciències Històriques, Salvador Llopis va lliurar a l'Ajuntament de Jérica la col·lecció de tots els objectes que havia anat recollint des de després de la  guerra del 36 fins aquest moment, perquè servissin de fons del Museu Municipal de Xèrica, que seria promptament inaugurat.
Es va decidir ubicar aquesta col·lecció, de gran valor històric i artístic, als baixos de l'edifici de l'Ajuntament de la localitat. Existeix documentació del lliurament del llegat arqueològic datada el 26 de setembre de 1946, amb les signatures dels llavors alcalde (Joan Mínguez), regidor (Jesús Cortés) i secretari (i apoderat del Servei de Defensa del Patrimoni Artístic Nacional, de l'Ajuntament de Jérica); que es conserven en els fons del museu.

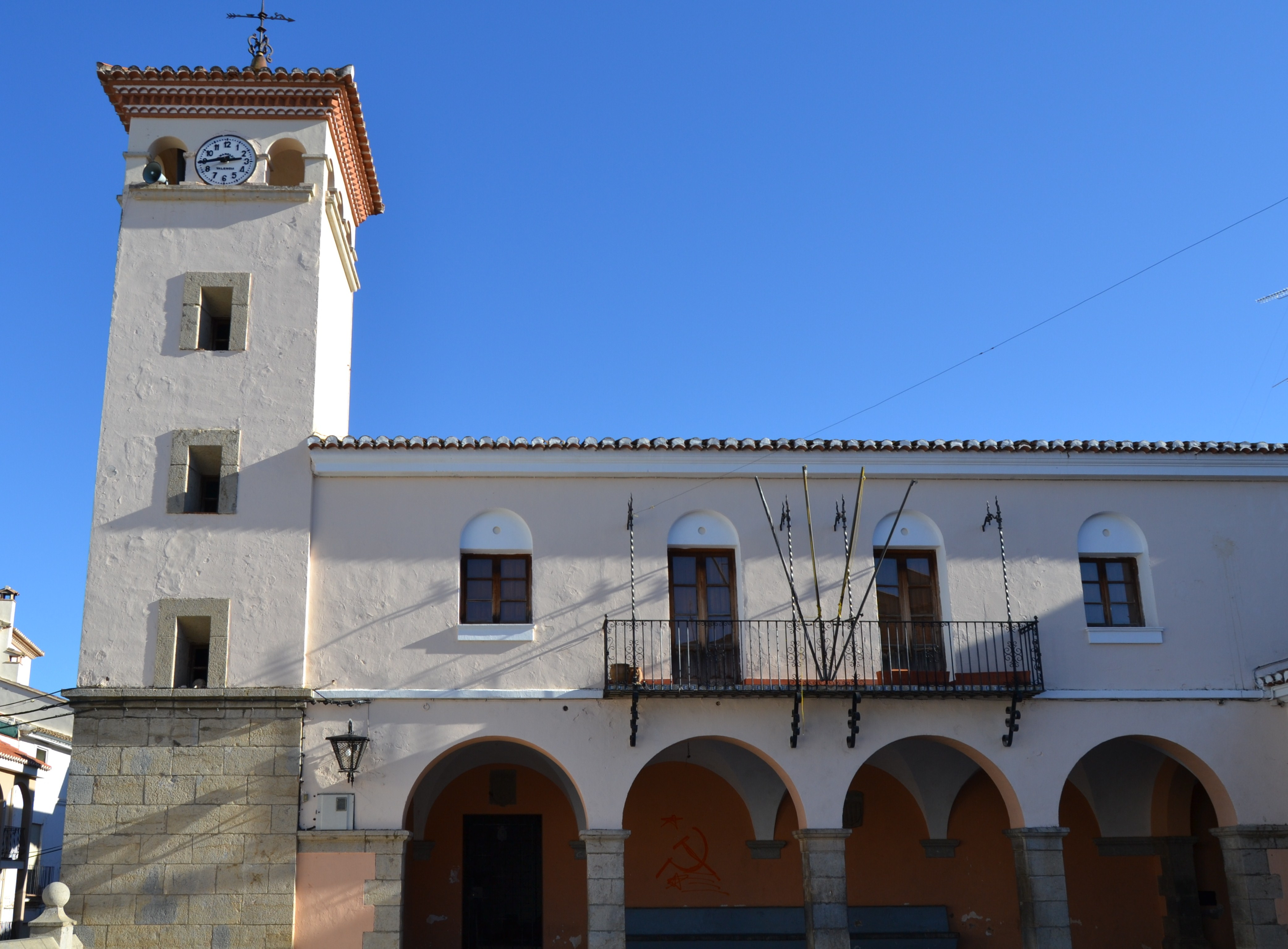
Ajuntament de Xèrica
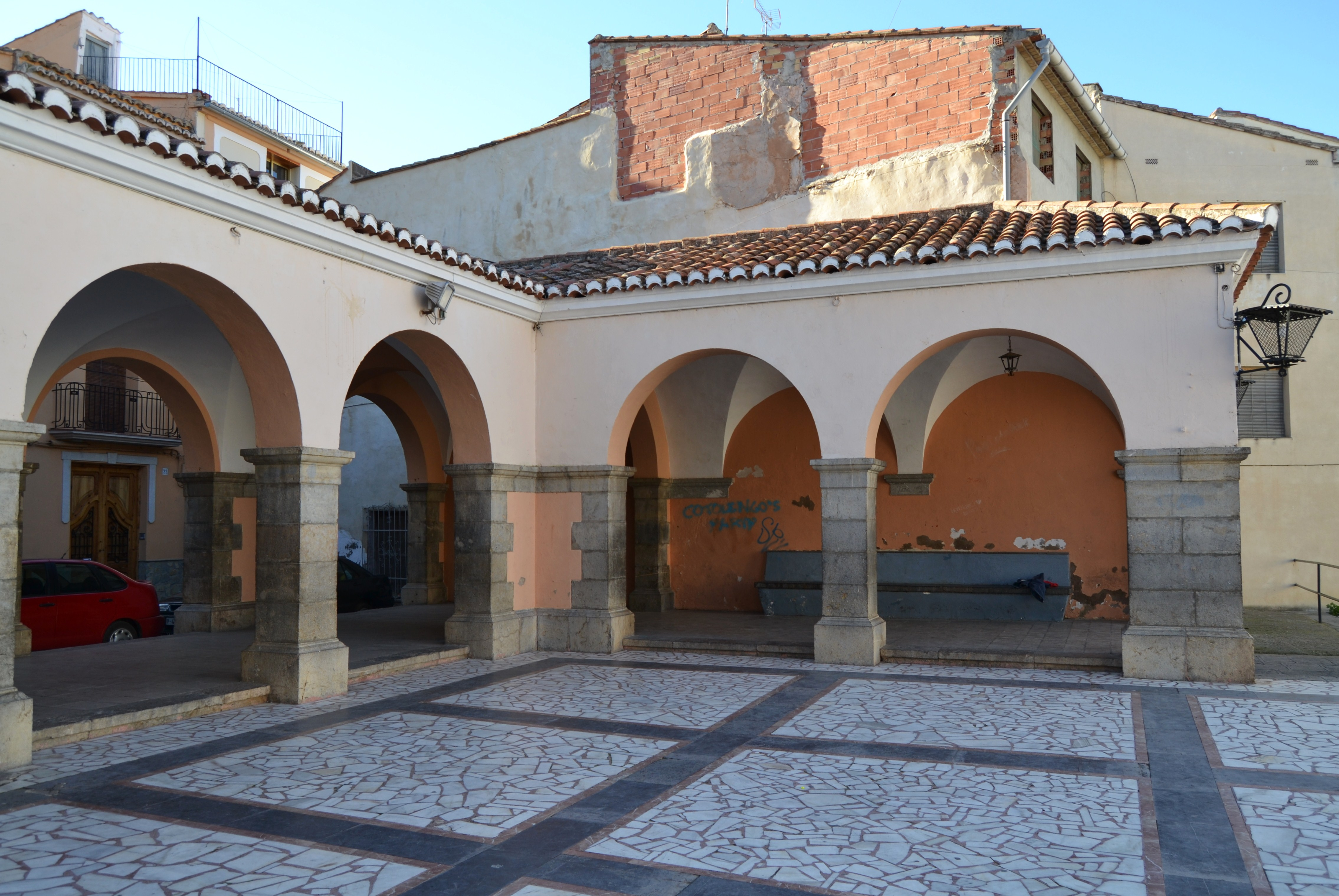
Porxo de l'Ajuntament de Xèrica.
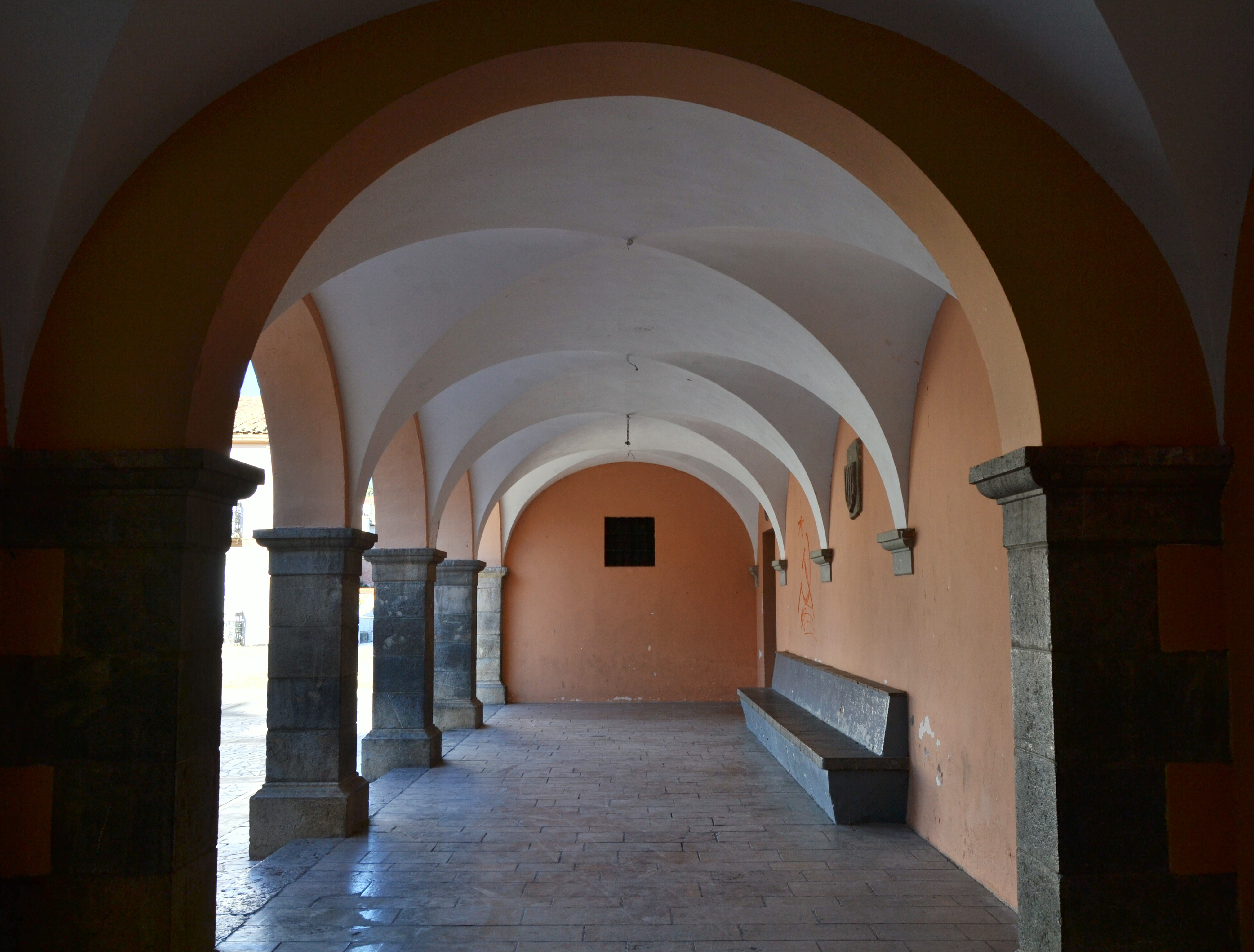
Porxos de l'Ajuntament de Xèrica.
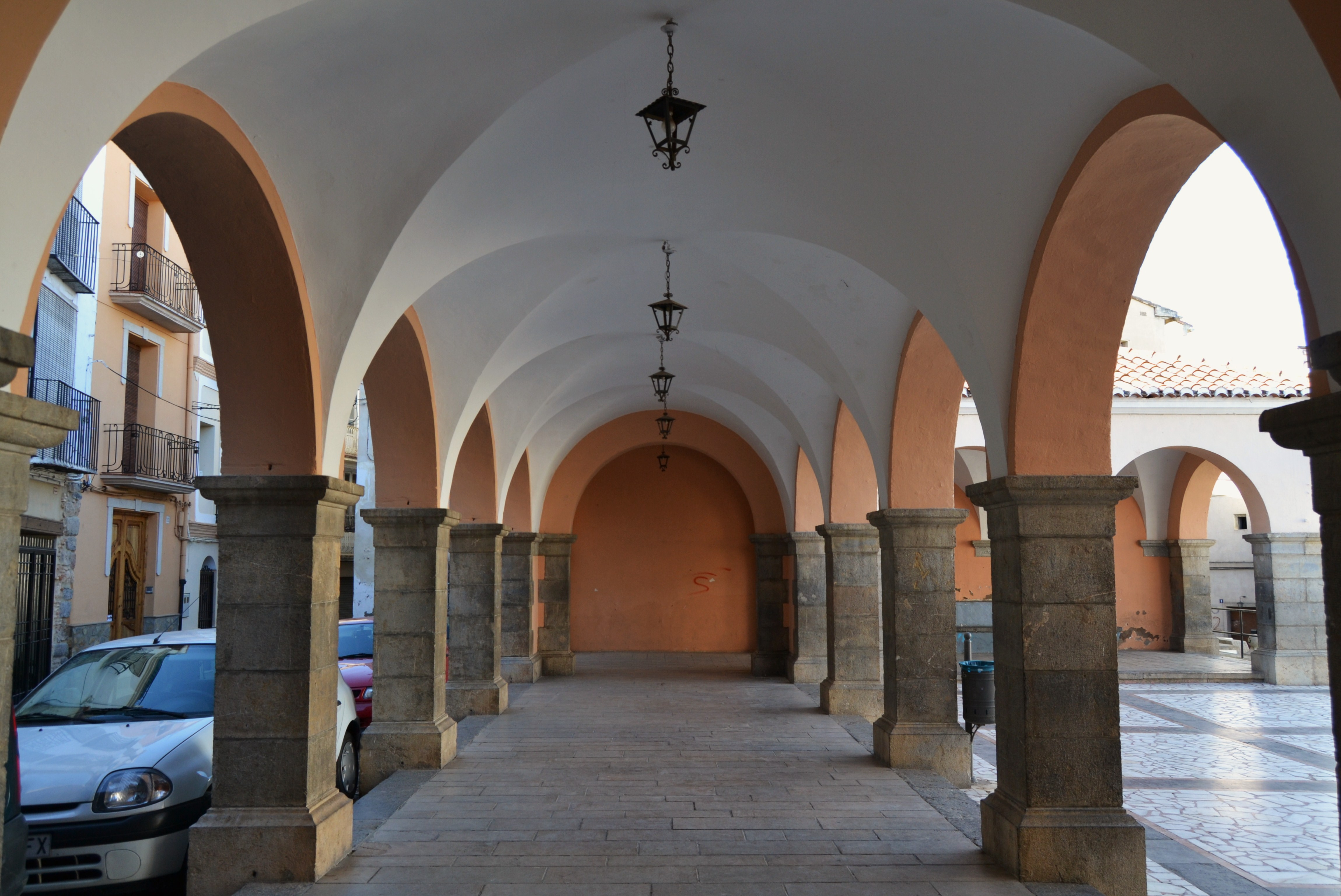
Porxada de l'Ajuntament de Xèrica.

El museu va ser augmentant els seus fons (comprant fins i tot peces a antiquaris de València) i reorganitzant els ja existents, de la mà dels continuadors de la iniciativa, Vicente Maiques Casañ, que realitza la labor exercida anteriorment per Llopis, i del següent alcalde de la població, Salvador Mínguez. Abans de realitzar el nou inventari del museu (que es porta a terme en 1966), es va aconseguir la declaració singular del Museu com a Monument Històric-Artístic Nacional, pel decret 474/1962 de l'1 de març, que va aparèixer publicat al BOE del 9 de març del mateix any.

## Descripció
El museu compta amb una gran varietat d'objectes, d'entre el que pot destacar: 
- La Col·lecció Epigràfica, en l que predominen làpides funeràries, de gran similitud entre elles, la qual cosa fa pensar que pertanyen al mateix taller o oficina lapidària de caràcter local o rural situat als voltants de la població. La majoria estan datades entre els segles  I i  II.[3][2]

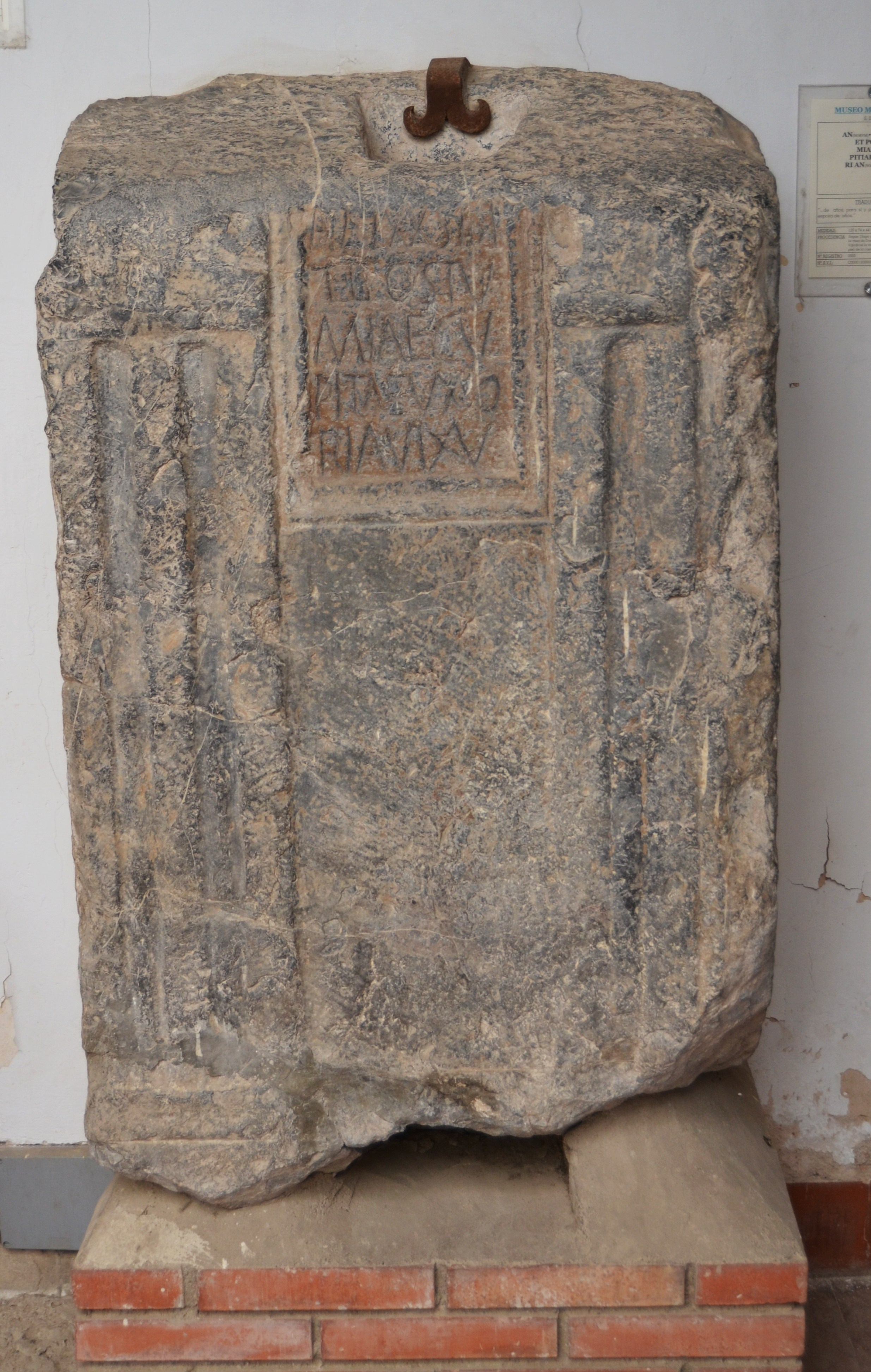
Inscripció romana del segle ii.
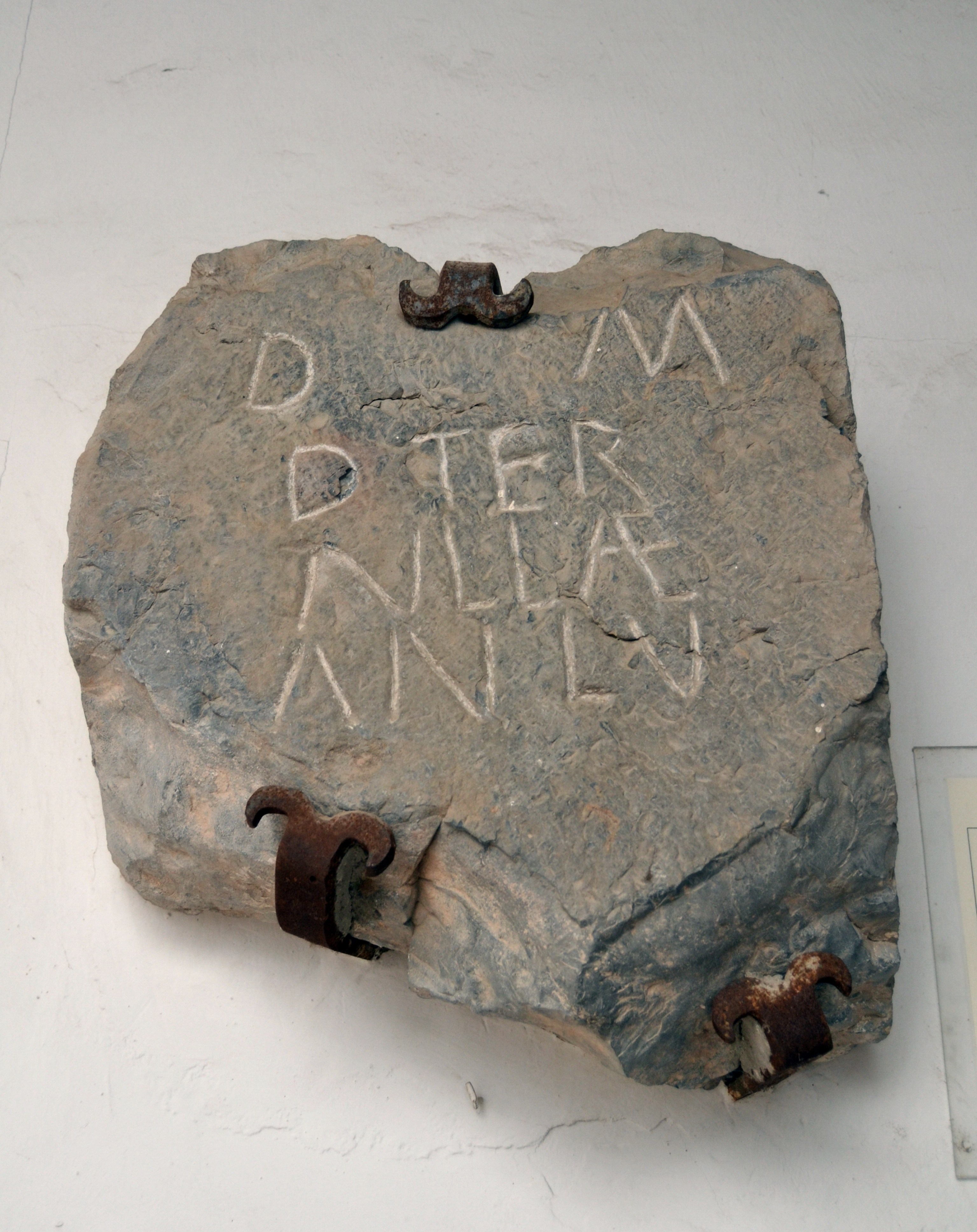
Inscripció romana del segle ii.
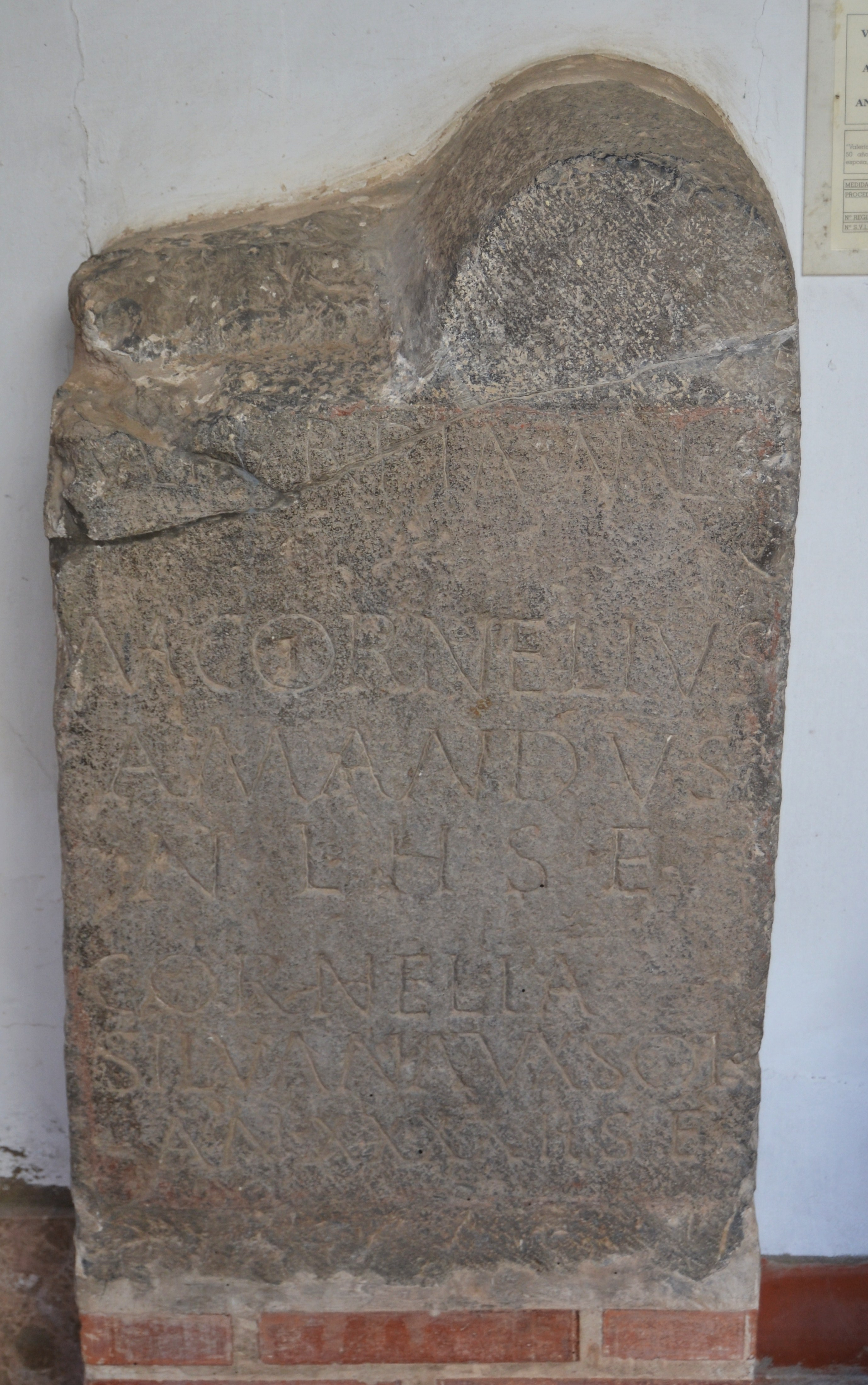
Làpida romana, segle I dC.

Restes de ceràmica de Manises i Paterna dels segles  XIV i  XV, i de reflex daurat més típiques dels segles  XV al  XVII.

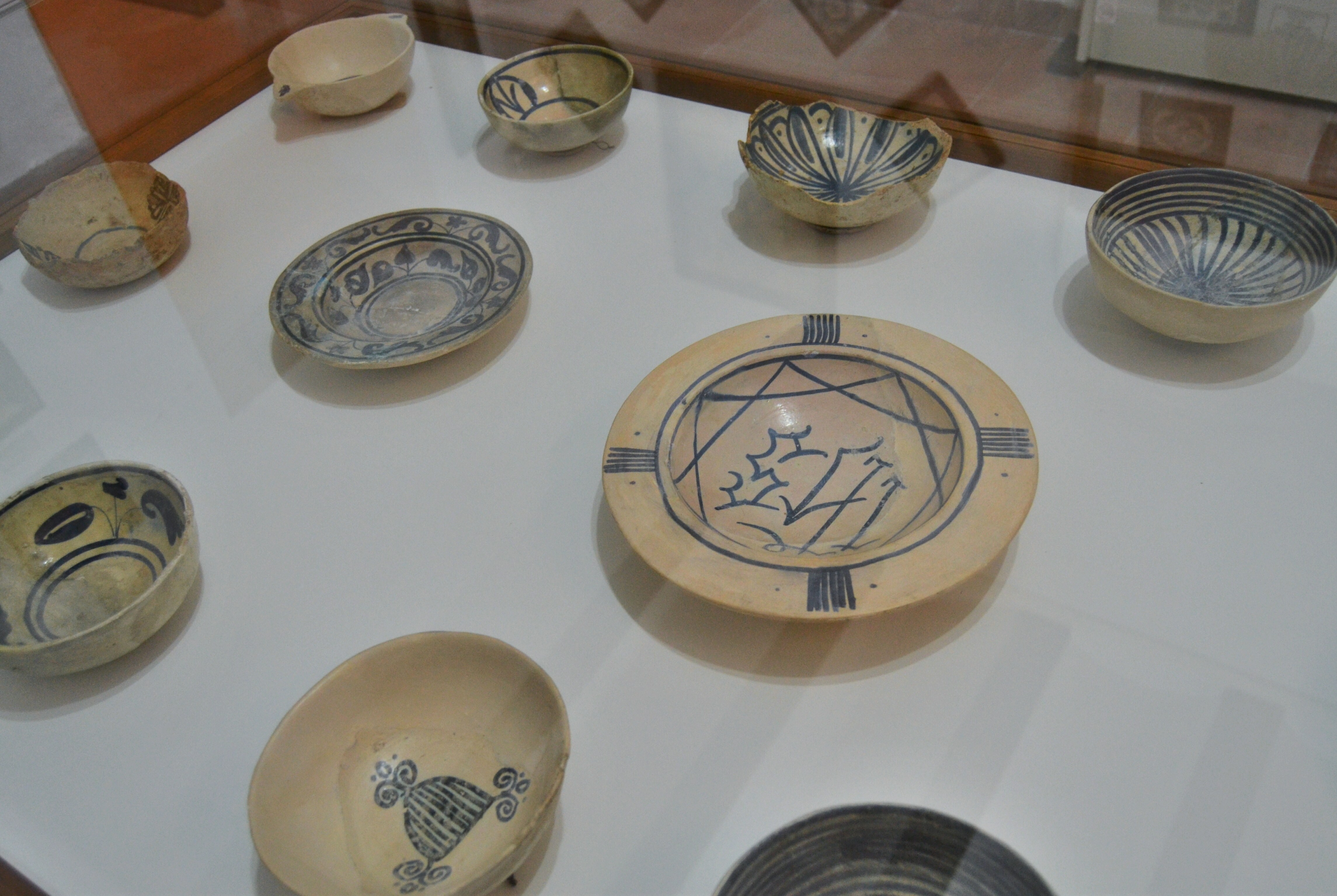
Pisa blava de Paterna i Manises.
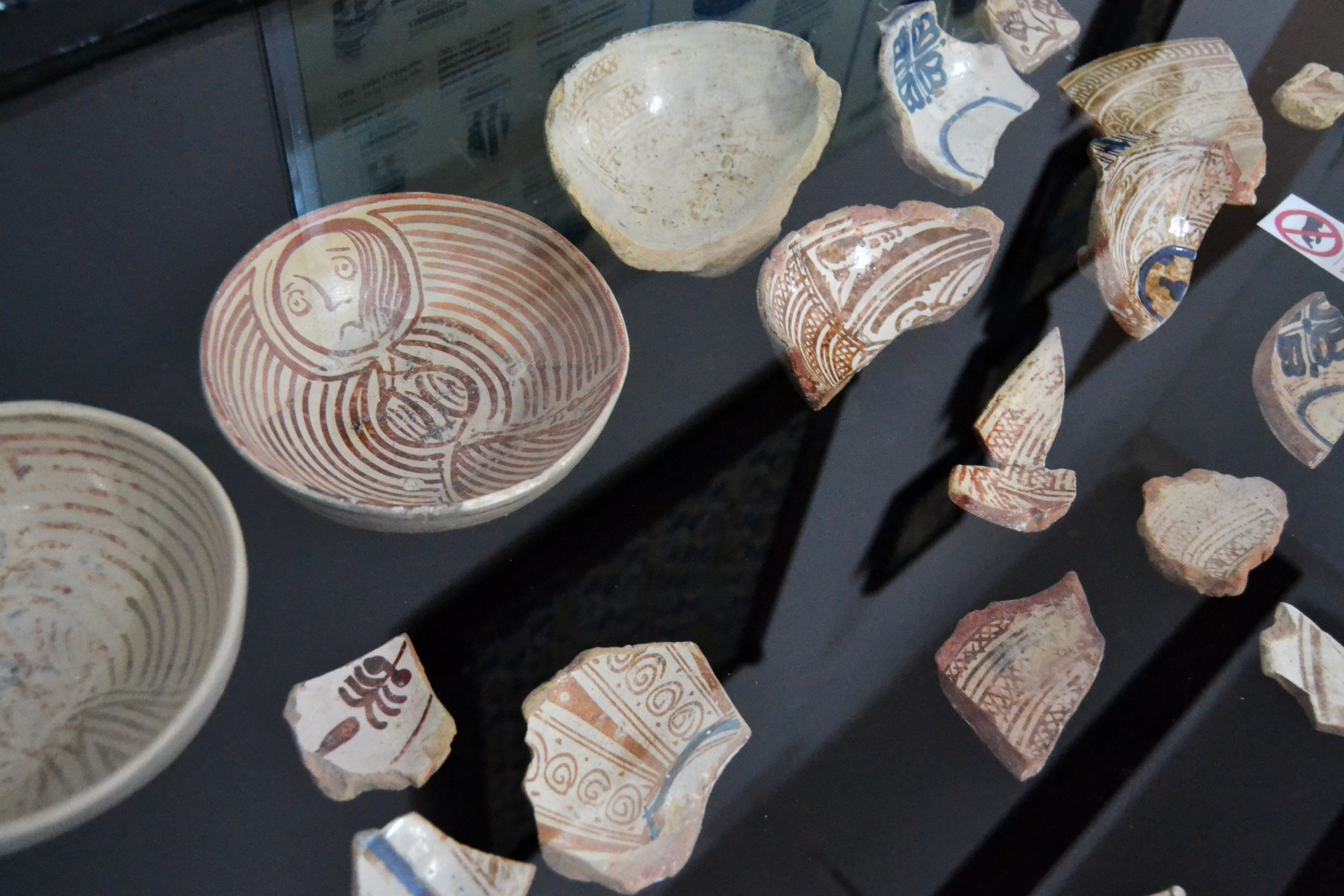
Pisa daurada del segle XV.

El Retaule de Sant Jordi, que pot considerar l'obra mestra del museu. És una obra d'estil  gòtic internacional, atribuït al mestre Gonçal Peris.

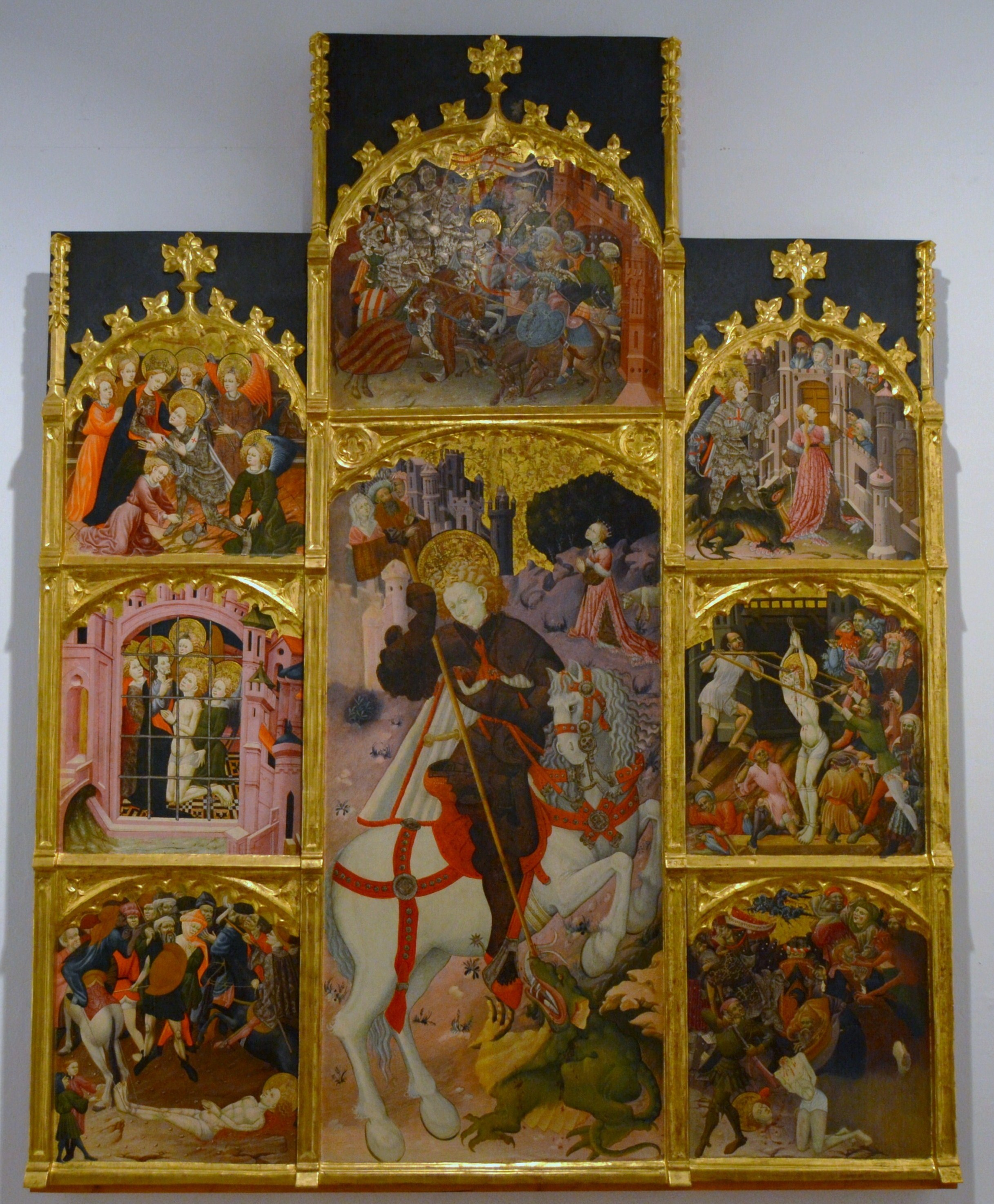
Retaule de sant Jordi de Xèrica.
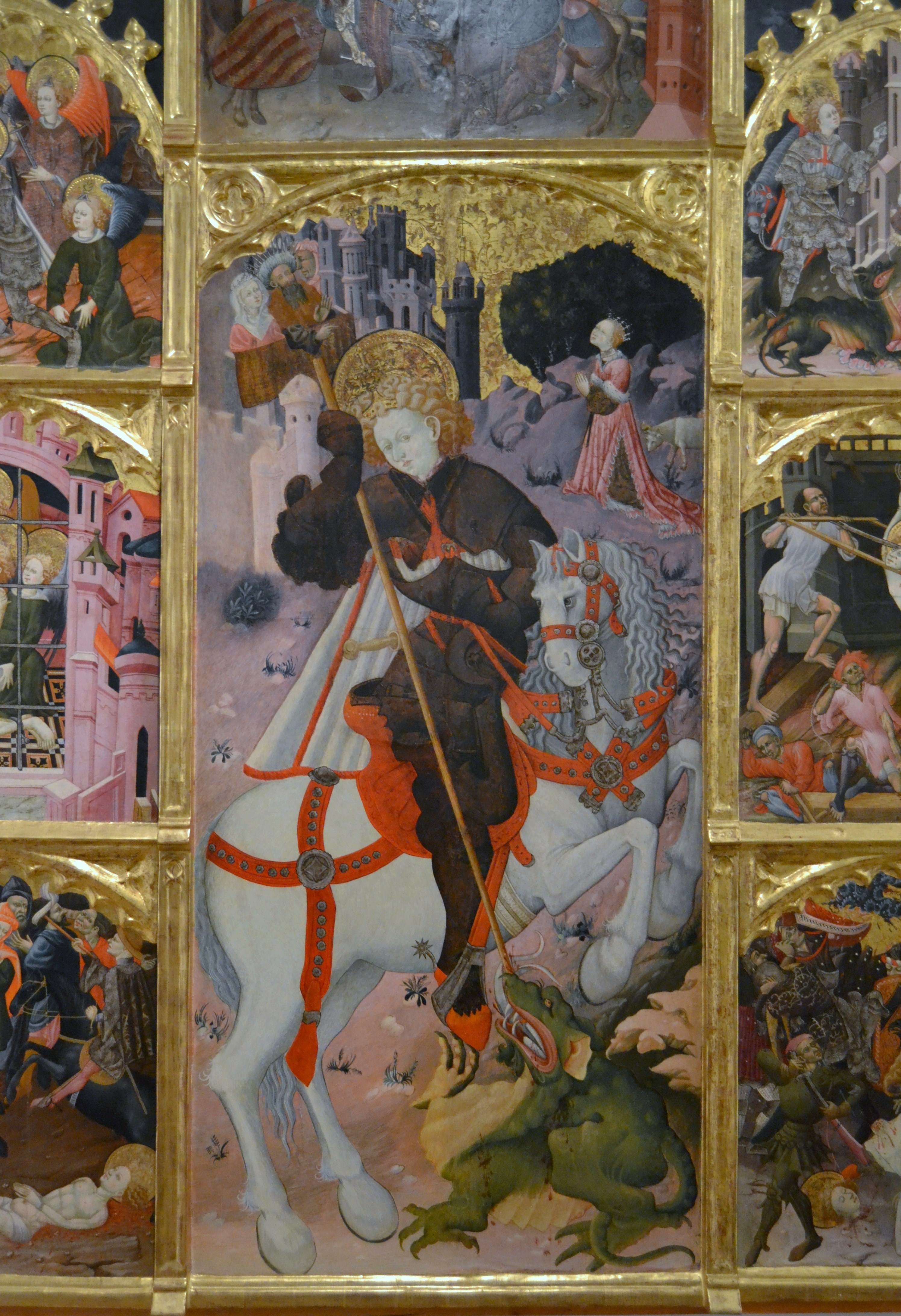
Part central del retaule de sant Jordi.

També pot contemplar-se en ell: el Pendó de la Reconquista (segle XIII) i el Sepulcre Roque Ceverio i de la seva esposa Isabel de Valero (segle xvi), realitzat en marbre d'alabastre.

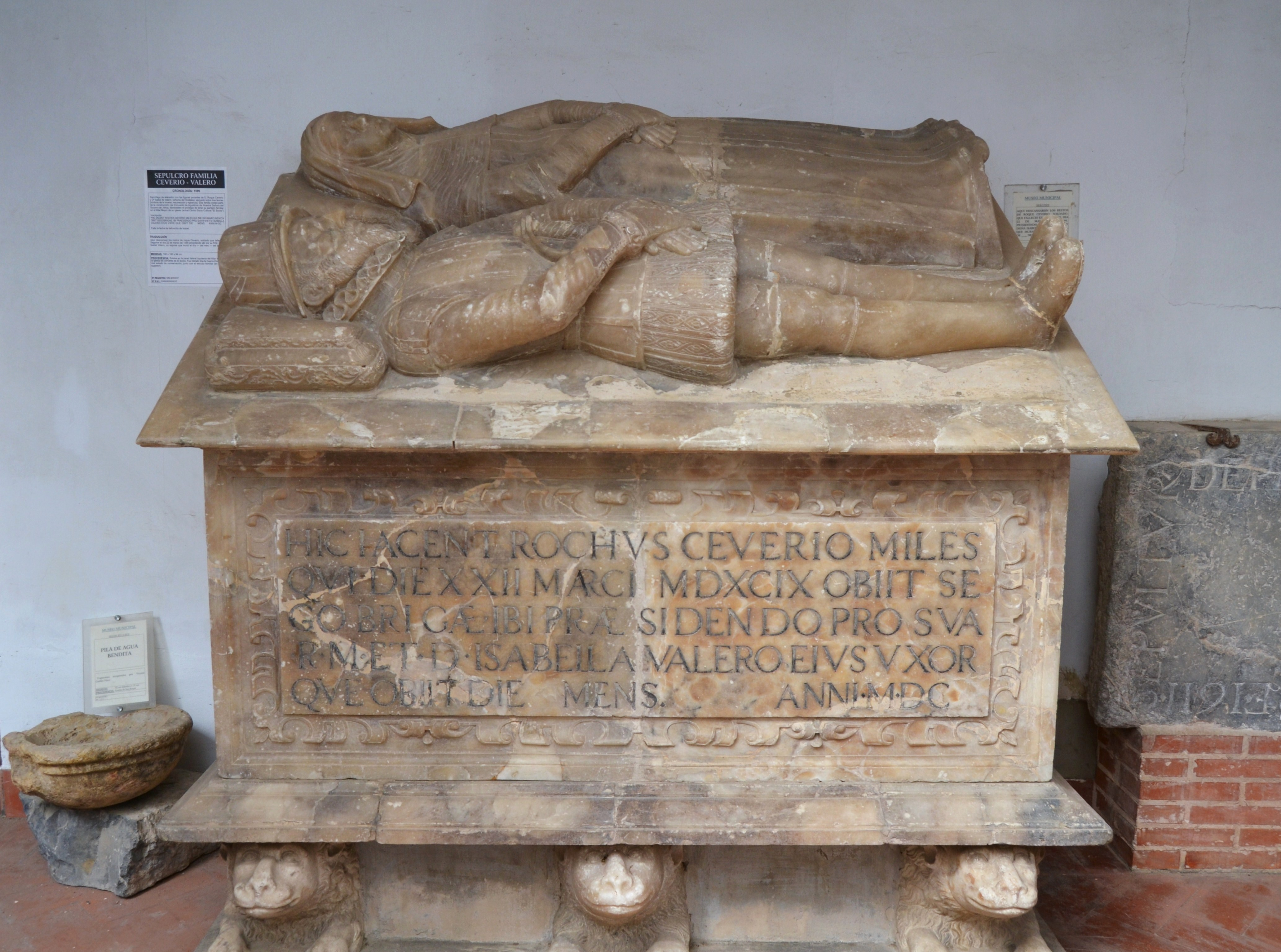
Sepulcre de la família Ceverio Valero.
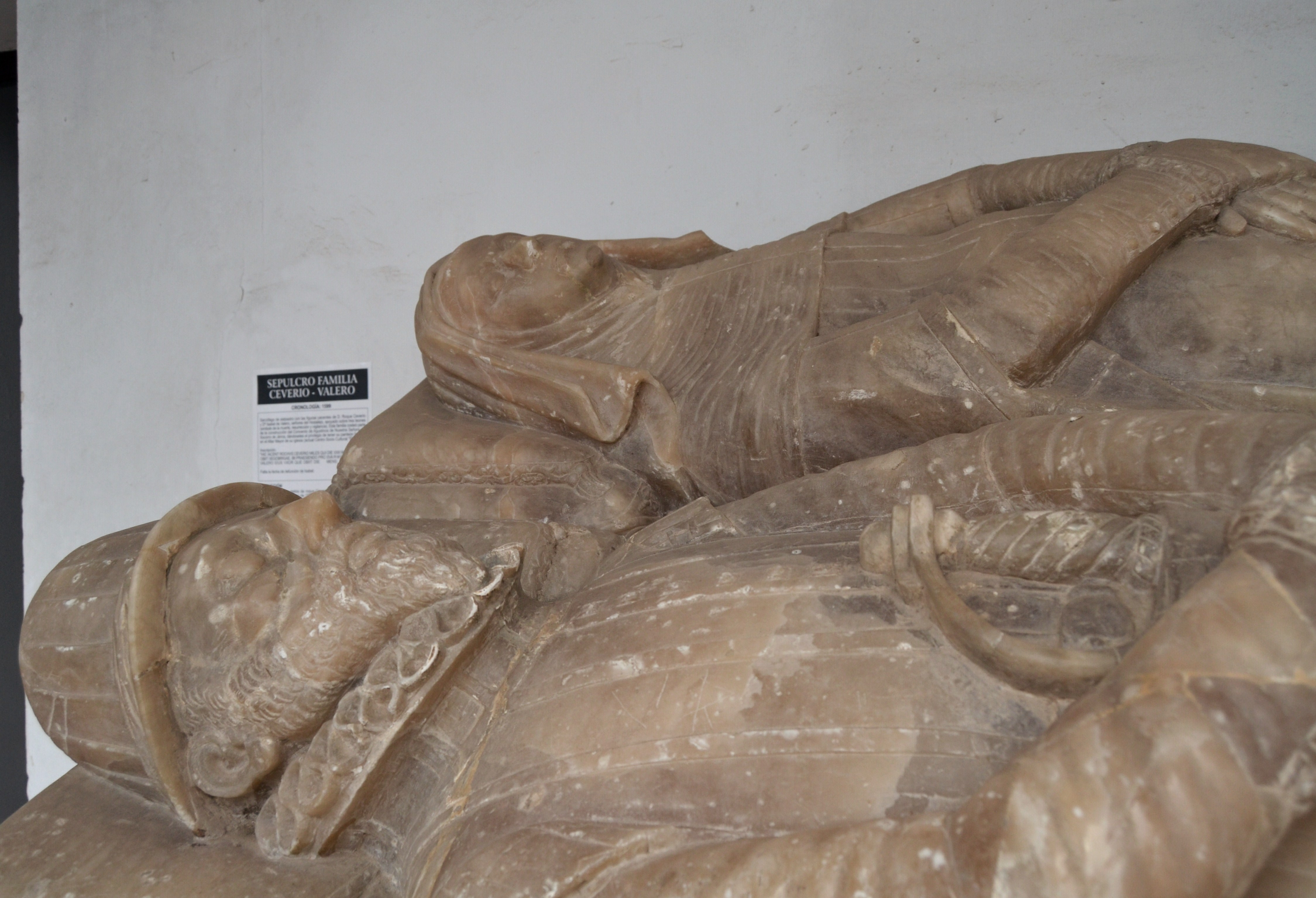
Detall del sepulcre de la família Ceverio Valero.
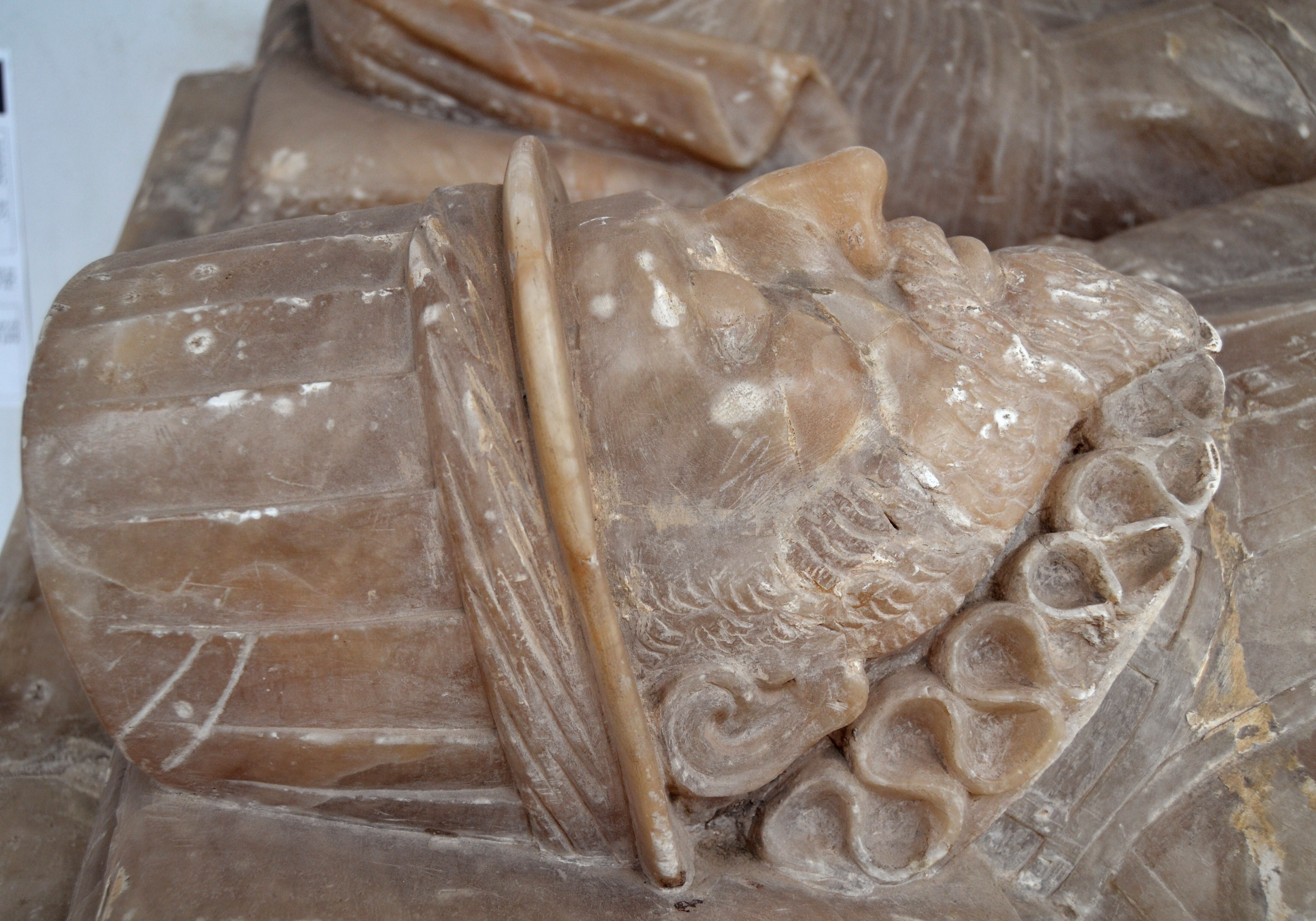
Cap de Roque Ceverio.